# Justin Kurzel
Justin Kurzel, född 3 augusti 1974 i Gawler, Sydaustralien, är en australisk regissör och manusförfattare, bäst känd för sitt arbete i filmen Snowtown (2011), för vilken han vann AACTA Awards för Bästa regi.

## Biografi
Kurzel föddes i en invandrarfamilj där hans far kom från Polen och hans mor från Malta. Hans film Macbeth (2015) nominerades till att tävla om Guldpalmen vid Filmfestivalen i Cannes 2015. Han har också regisserat filmen Assassin's Creed (2016), baserad på videospelserien med samma namn.
Kurzel arbetar för närvarande (2016) på en filmatisering av den sanna historien om Kelly Gang (2001), Peter Carey's Bookerpris-vinnande roman skriven med utgångspunkt från legendariska australiska bushrangers och den laglösa Ned Kelly.
Kurzel är gift med skådespelerskan Essie Davis. Hans yngre bror, Jed Kurzel, är en framgångsrik bluesrockartist och har medverkat i de flesta av Kurzels filmer.

## Filmografi
| År   | Titel            | Anm. |
| ---- | ---------------- | --- |
| 2005 | Blue Tongue      | Kortfilm |
| 2011 | Snowtown         | AACTA Award for Best Direction Film Critics Circle of Australia Award for Best Direction Nominerad—Inside Film Award för bästa regi |
| 2013 | The Turning      | Episode: "Boner McPharlin's Moll" Nominated—AACTA Award för bästa regi                                                              |
| 2015 | Macbeth          | Nominerad—British Independent Film Award för bästa regi av ickebrittisk film Nominerad—Filmfestivalen i Cannes — Palme d'Or         |
| 2016 | Assassin's Creed | Filmversion av Assassin's Creed videospelserie                                                                                      |
| 2021 | Nitram           | |